# Gologranc
Gologranc [gologránc] je priimek več osebnosti.

## Znani nosilci priimka
- Bronica Gologranc Zakonjšek
- Ferdinand Gologranc, arhitekt
- Franc Gologranc
  - Franc Gologranc (*1920), inženir strojništva, univerzitetni profesor
  - Franc Gologranc, župan Slovenskih Konjic v letih 1921&nsh;1924
- Janez Gologranc
  - Janez Gologranc, rokometaš
  - Janez Gologranc, župan Slovenj Gradca v letih 1984–1988
- Konrad Gologranc, gradbenik, podjetnik, gasilec (1887–1976)
- Rado Gologranc